# گورستان آسو
قبرستان آسو مربوط به دوره تیموریان - دوره صفوی است و در شهرستان بیرجند، بخش مرکزی، روستای آسو واقع شده و این اثر در تاریخ ۱۹ اسفند ۱۳۸۰ با شمارهٔ ثبت ۴۷۹۶ به‌عنوان یکی از آثار ملی ایران به ثبت رسیده است.